# Club Deportivo Coopsol
Deportivo Coopsol, conocido simplemente como Coopsol, es un club de fútbol de la ciudad de Lima, capital de Perú. Fue fundado el 10 de enero de 2004 y participa en la Liga 2, la segunda división del fútbol de Perú. Juega como local en el Estadio Municipal de Chorrillos.

## Historia
El 10 de enero de 2004, el entonces Deportivo Aviación fue absorbido y desaparecido por el Grupo Coopsol y empezó a conocérsele con el nombre Aviación-Coopsol, además utilizó el escudo y los colores del equipo coopsolino. Al año siguiente obtuvo el subcampeonato de la Segunda División del Perú y logró acceder a los octavos de final de la Copa Perú, donde fue eliminado por Atlético Minero. A mediados del mes de mayo del 2009, el club cambió de manera oficial su denominación pasando a llamarse Deportivo Coopsol.
En 2011 lograría su segundo subcampeonato por detrás de José Gálvez y en el 2012 nuevamente obtendría el subcampeonato, pero detrás de Pacífico FC, temporada en la que cambia su color de uniforme del rojo tradicional a amarillo, manteniendo el rojo como alterna. Dos años más tarde, logró su cuarto subcampeonato por detrás de Deportivo Municipal. Ya en 2015, el Grupo Coopsol decidió renovarse y empezó por su emblema, el cual se trasladó a su equipo de fútbol, un diseño similar a un sol formado por unas figuras geométricas.

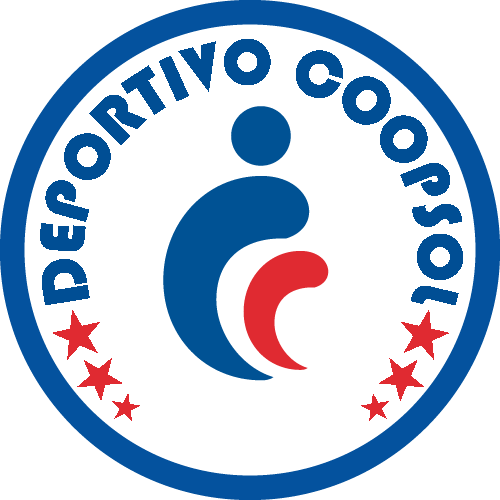
2004-2015
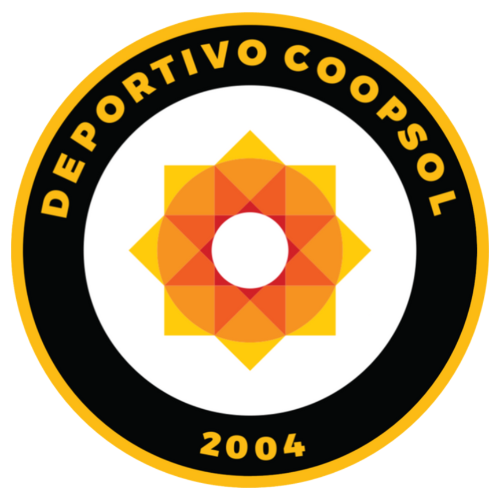
2016-actualidad

### Declive en Segunda División Temporadas 2015 - Actualidad

Plantel de Deportivo Coopsol en el año 2014.

Tras el subcampeonato se veía como uno de los favoritos para ascender el 2015 con la intención de hacer su mejor campaña en Segunda División del Perú, se mantiene la base de jugadores y se refuerza de buena manera al equipo, el único objetivo era hacer la mejor campaña, el equipo se muestra sólido y logra meterse en los primeros puestos, no obstante el ceder puntos importantes ante Sport Boys, Serrato y Comerciantes Unidos devinieron en que el equipo ocupara el 4.º puesto.
El 2016 no llegaría a cumplir las expectativas ilusionando con su inicio goleando en Cuzco a Cienciano por 0-3, siendo lo más resaltante de la temporada, al igual que la temporada anterior cedía puntos de local, quedando finalmente en el 5.º puesto, el 2017 fue marcado por una temporada de empates donde quedaría a fin de temporada en el 8.º puesto
En la temporada 2018 con un nuevo formato tenía que ubicarse entre los 8 primeros, sin embargo, el Deportivo Coopsol no tuvo una destacada actuación, tras empezar mal y luchar por salir de los puestos de descenso, en la segunda etapa logró recuperarse destacando la mayor goleada de visita contra Willy Serrato por 0-8. Al final del campeonato, el club logra posicionarse en el 9.º puesto del torneo.
El 2019 el campeonato de Segunda División pasaría a denominarse Liga 2, teniendo el mismo formato que el año pasado el Submarino Amarillo iniciaría con una estrepitosa caída ante Cienciano por 5-2, y dos fechas después cambiaría de D.T. por Francisco Melgar y dándole un cambio completo al equipo, así al final de la primera rueda quedaría ubicado 7.º en la tabla de posiciones, por otra parte, se daría su primera participación en la Copa Bicentenario quedando en el grupo de Universitario, Unión Huaral y Carlos A. Mannucci siendo la gran sorpresa quedando primero de su grupo quedando grabado su triunfo contra Universitario goleándolo por 3-0, tras clasificar a octavos de final vencería por penales 5-3 a Universidad San Martín, en cuartos de final se medirá contra Universitario, en la segunda rueda toma su revancha contra Cienciano ganándole 2-1.

## Uniforme
El uniforme del Deportivo Coopsol desde su fundación siempre mantuvo como color del uniforme titular al rojo y de alternativo al amarillo. Sin embargo, a partir del 2013, la dirigencia del equipo decidió invertir los colores para identificarse más con Chancay.
- Uniforme titular: Camiseta amarilla, pantalón negro, medias amarillas.
- Uniforme alternativo: Camiseta roja, pantalón rojo, medias rojas.

### Indumentaria y patrocinador
| Periodo   | Indumentaria       |
| --------- | ------------------ |
| 2011-2014 |                    |
| 2015-2020 |                    |
| 2021      | Omi Deport         |
| 2022      | GS Sport           |
| 2024      | Atlos              |
| 2025      | Shumawa Sport Wear |

| Periodo           | Patrocinador  |
| ----------------- | ------------- |
| 2005 - Actualidad | Grupo Coopsol |

### Evolución del uniforme

#### Club Aviación-Coopsol

##### Titular
| 2004 | 2004/2005 | 2004-2006 | 2005-2007 | 2006/2007 | 2007/2008 | 2008 |  |

##### Alternativo
| 2004-2008 | 2008/2009 |  |

#### Club Deportivo Coopsol

##### Titular
| 2009/2010 | 2009/2010 | 2010/2011 | 2011 | 2012 | 2013 | 2014 | 2015 | 2016 | 2017 |  |

| 2018 | 2019 | 2020 | 2021 | 2022 | 2023 | 2023 | 2024 | 2025 |  |

##### Alternativo
| 2009-2012 | 2009/2010 | 2011 | 2012 | 2013 | 2014 | 2015 | 2016 | 2017 | 2018 |  |

| 2019 | 2020 | 2021 | 2022 | 2023 | 2023 | 2024 | 2025 |  |

## Estadio
Al ser un equipo fundado por una empresa, fue local en cinco estadios durante su estancia en la Segunda División:
| Año       | Ciudad     | Estadio                         |
| --------- | ---------- | ------------------------------- |
| 2004-2008 | Callao     | Estadio Miguel Grau             |
| 2018      | Cañete     | Estadio Roberto Yáñez           |
| 2009-2017 | Chancay    | Estadio Rómulo Shaw Cisneros    |
| 2019      | Chancay    | Estadio Rómulo Shaw Cisneros    |
| 2022-2024 | Ventanilla | Estadio Facundo Ramírez Aguilar |
| 2024-2025 | Lima       | Estadio Iván Elías Moreno       |
| 2025      | Lima       | Estadio Municipal de Chorrillos |

## Datos del club
- Temporadas en Segunda División: 21 (2004 - Presente).
  - Mejor puesto en Segunda División: 2.º (2012 y 2014)
  - Peor puesto en Segunda División: 10.º (2022 y 2024)
- Mayor goleada conseguida
  - En campeonatos nacionales de local:
    -  Deportivo Coopsol 6:1 Atlético Minero (9 de octubre de 2010)
    -  Deportivo Coopsol 5:0 Alfonso Ugarte (12 de julio de 2014)
    -  Deportivo Coopsol 5:0 Alfredo Salinas (18 de agosto de 2018)

  - En campeonatos nacionales de visita: Serrato Pacasmayo 0:8  Deportivo Coopsol (2 de septiembre de 2018).
- Mayor goleada recibida
  - En campeonatos nacionales de local: Deportivo Aviación - Coopsol 1:4 Olímpico Somos Perú (15 de mayo de 2005).
  - En campeonatos nacionales de visita: Alianza Universidad 6:1  Deportivo Coopsol (5 de agosto de 2022).

## Entrenadores
Aviación-Coopsol
- Roberto Mosquera (2004)
- Horacio Baldessari (2004)
- Jorge Machuca (2005)
- Edgar Ospina (2005)
- Mario Palacios (2006)
- Ramón Mifflin (2006)
- Ronald Amaretti (2007)
- José Salinas (2007)
- Jesús Oropesa (2007)
- Luis Roth (2008)
- José Salinas (2008)
- Mario Flores (2008)

Club Deportivo Coopsol
- Fredy García (2009)
- Ramón Mifflin (2010)
- Jorge Machuca (2010)
- Jorge Espejo (2010-2011)
- Roberto Arrelucea (2012)
- Ernesto 'Venado' Aguirre (2013)
- Gustavo Roverano (2013)
- Eusebio Salazar (2014)
- Roberto Arrelucea (2014-2015)
- Fernando Valderrama (2016)
- Sergio Ibarra (2016-2017)
- Juan José Luvera (2017)
- Paul Cominges  (2017)
- Marcelo Asteggiano (2018)
- Orlando Lavalle (2018)
- Orlando Maltese (2019)
- Francisco Melgar (2019-2020)
- Manuel Barreto (2021)
- Carlos Silvestri (2021)
- Carlos Cortijo (2022)
- Jahir Butrón (2022)
- Gustavo Onaindia (2023)
- Víctor Rivera (2023)
- José Soto (2024)
- Willy Laya (2024)
- Omar Alexis Moreno (2025)
- Willy Laya (2025)
- Javier Arce (2025-Act.) [4]

## Palmarés

### Torneos nacionales
| Competición nacional            | Títulos | Subcampeonatos          |
| ------------------------------- | ------- | ----------------------- |
| Segunda División del Perú (0/4) |         | 2005, 2011, 2012, 2014. |